# Klewa (dopływ Berezyny)
Klewa (biał. Клява) – rzeka na Białorusi, lewostronny dopływ Berezyny.
Długość rzeki wynosi 80 km, powierzchnia dorzecza 498 km², średni przepływ przy ujściu 3 m³/s. Wypływa z jeziora Zaazerskiego, a uchodzi do Berezyny 1 km na południowy wschód od wsi Czyrwony Bierah.
Dopływy:
- Lewe: Kłubcza
- Prawe: Klewica